# Tierra de reyes
 (срп. Земља краљева) америчка је теленовела, продукцијске куће Телемундо, снимана током 2014. и 2015.

### Синопсис
Тројица браће Гаљардо заједно са својом сестром покушавају да обнове свој живот након што су изгубили родитеље у трагичној несрећи, чије су околности обавијене велом тајне. Најстарији брат, Артуро, постаје старатељ млађим члановима породице: Флавију, Самуелу и Алми, док сви заједно раде у пилани, коју су наследили од оца. Међутим, облак несреће поново се надвија над Гаљардовима, када се Алма заљуби у Игнасија дел Јунка, власника хотела "Империјал". Иако је ожењен и има одраслу децу, спреман је да напусти породични дом и свије ново гнездо уз млађану Алму, упркос томе што се њена браћа противе њиховој вези.
Игнасио сазнаје да Леонардо Монталво, супруг његове кћерке Софије, стоји иза малверзација у хотелу, због чега захтева од њега да нестане из њихових живота, да га не би послао у затвор. Са друге стране, Леонардо склапа савез са његовом супругом Кајетаном да униште Алму Гаљардо, али истовремено планира да убије Игнасија. Недуго потом, Игнасио умире након што доживи несрећу. Неутешна због његове смрти, Алма, која је у међувремену остала у другом стању, долази у дом породице Дел Јунко, не би ли последњи пут видела вољеног човека. Међутим, након што је понизи, Кајетана је без милости избацује на улицу. Наредног дана, Алмино беживотно тело пронађено је у реци. Артуро, Флавио и Самуел не желе да верују да се њихова сестра убила, а након што сазнају да ју је Кајетана понизила, долазе у хотел "Империјал", желећи да изравнају рачуне са удовицом. Тамо срећу Игнасиове кћерке: Софију, Ирину и Андреу, које се према њима понашају надмено, испровоциране њиховом ароганцијом. Истовремено, долази до забуне - девојке мисле да су браћа радници који би требало да изврше наручене радове у хотелу, коме је потребно реновирање.
Гаљардови одлучују да прихвате игру и остану да раде у хотелу, не откривајући свој прави идентитет. Планирају да под маскама радника открију шта се заиста догодило њиховој сестри. Међутим, свакодневни сусрети са кћеркама покојног власника хотела пробудиће страст. Флавио тако предлаже браћи да се освете породици Дел Јунко тако што ће завести Софију, Ирину и Андреу, баш као што је њихов покојни отац завео Алму. Међутим, убрзо упадају у сопствену замку, јер се заљубљују у девојке и нису у стању да их повреде. У међувремену, откривају да је Игнасио дел Јунко заиста волео њихову сестру и одлучују да забораве на освету и препусте се љубави, али Софија, Ирина и Андреа тада откривају да су мушкарци које воле браћа покојне Алме Гаљардо и да су их завели из освете.
Артуро, Флавио и Самуел завршавају у затвору, одакле излазе захваљујући милионерки Беатрис Алкасар, која на све начине покушава да освоји Самуела. С обзиром на то да Леонардо и Кајетана прогоне њега и његову браћу, он пристаје да ожени богаташицу, која умире недуго након венчања. Самуел тако постаје наследник огромног богатства, које дели са својом браћом. Рат између две породице се наставља, али љубав добија прву битку. Међутим, Леонардо повећава своју моћ када се ожени Игнасијевом удовицом Кајетаном, а истовремено склапа савез са Исадором Монтенегро. Она је опасна жена која заједно са својим оцем управља нарко-мафијом. Опседнута је Артуром Гаљардом и спремна је на све да га освоји и спречи га да буде са било којом другом женом. Јер ако није њен, неће бити ничији...

## Глумачка постава

### Главне улоге
| Глумац:                 | Улога:            |
| ----------------------- | ----------------- |
| Ана Лорена Санчез       | Софија дел Хуанко |
| Арон Дијаз              | Артуро Гаљардо    |
| Кимберли дос Рамос      | Ирина дел Хуанко  |
| Гонзало Гарсија Виванко | Флавио Гаљардо    |
| Скарлет Грубер          | Андреа дел Хуанко |
| Кристијан де ла Кампа   | Самуел Гаљардо    |

### Споредне улоге
| Глумац:           | Улога:                        |
| ----------------- | ----------------------------- |
| Соња Смит         | Кајетана Белмонте дел Хуанко  |
| Фабијан Риос      | Леонардо Монталво             |
| Синтија Олаварија | Исадора Монтегро              |
| Данијела Наваро   | Патрисија Рубио               |
| Исабела Кастиљо   | Алма Гаљардо                  |
| Хоакин Харидо     | дон Фелипе Белмонте дел Хунко |
| Адријана Лават    | Исабела                       |
| Алберич Борман    | Дарио                         |
| Сол Родригез      | Лусија                        |
| Рикардо Чавез     | Игнасио дел Хунко             |
| Глорија Мајо      | Хуана Рамирез                 |
| Џесика Серезо     | Беатриз                       |
| Омар Херменос     | Емилио Валверде               |
| Кари Муса         | Кандела Риос                  |